# Романово (Воскресенское сельское поселение)
Романово — деревня в Череповецком районе Вологодской области.
Входит в состав Воскресенского сельского поселения, с точки зрения административно-территориального деления — в Воскресенский сельсовет.
Расстояние по автодороге до районного центра Череповца — 30 км, до центра муниципального образования Воскресенского — 6 км. Ближайшие населённые пункты — Коротнево, Большие Углы, Малые Углы.
По переписи 2002 года население — 228 человек (113 мужчин, 115 женщин). На данный момент, по данным Воскресенского сельского поселения, число постоянных жителей составляет 242 человека.
Есть детский сад на 6 человек, 2 магазина. Проведено газоснабжение, водоснабжение, электроснабжение.
На территории есть озеро.
Преобладающая национальность — русские (97 %).